# ديف هيرمان (دي جيه)
ديف هيرمان (بالإنجليزية: Dave Herman)‏ هو دي جيه أمريكي، ولد في 1935، وتوفي في 28 مايو 2014 بسبب أم الدم.

## وصلات خارجية
- ديف هيرمان على موقع ميوزك برينز (الإنجليزية)